# Bițina-Pământeni, Ialomița
Bițina-Pământeni este un sat în comuna Movilița din județul Ialomița, Muntenia, România.